# Ronny
Ronny ist ein beidgeschlechtlicher Vorname. Er ist wie Ronnie und Ronni eine verselbstständigte Koseform des Namens Ronald und wird meistens als männlicher Vorname verwendet. Als weiblicher Vorname ist er seltener; dann handelt es sich um eine Koseform von Veronika.
Als männlicher Vorname war er besonders in den 1970er- und 1980er-Jahren in der DDR sehr beliebt und war zu dieser Zeit einer der häufigsten Vornamen.

## Namensträger

### Vorname
- Ronny Brede Aase (* 1986), norwegischer Moderator
- Ronny Abraham (* 1951), französischer Jurist
- Ronny Ackermann (* 1977), deutscher Nordischer Kombinierer
- Ronny Amm (* 1977), deutscher Rennfahrer
- Ronny Arendt (* 1980), deutscher Eishockeyspieler
- Ronny Blaschke (* 1981), deutscher Sportjournalist
- Ronny Borchers (1957–2024), deutscher Fußballspieler
- Ronny Büchel (* 1982), Liechtensteiner Fußballspieler
- Ronny Cox (* 1938), US-amerikanischer Schauspieler und Sänger
- Ronny Gustafsson (* 1947), schwedischer Fußballspieler und -trainer
- Ronny Hafsås (* 1985), norwegischer Biathlet
- Ronny Hebestreit (* 1975), deutscher Fußballspieler
- Ronny Heer (* 1981), Schweizer Nordischer Kombinierer
- Ronny Heinkel (* 1975), Richter am Bundesarbeitsgericht
- Ronny Hodel (* 1982), Schweizer Fußballspieler
- Ronny Hornschuh (* 1975), deutscher Skispringer
- Ronny Johnsen (* 1969), norwegischer Fußballspieler
- Ronny Kabus (1947–2022), deutscher Historiker
- Ronny Kaiser (* 1990), Schweizer Pokerspieler
- Ronny Krappmann (* 1969), deutscher Moderator, Sprecher und Sänger
- Ronny Kujat (* 1974), deutscher Fußballspieler
- Ronny König (* 1983), deutscher Fußballspieler
- Ronny Liesche (* 1979), deutscher Handballspieler
- Ronny Listner (* 1978), deutscher Bobfahrer
- Ronny Marcos (* 1993), deutscher Fußballspieler
- Ronny Meyer (Ingenieur) (Ronald Meyer; * 1963), deutscher Bauingenieur, Autor, Moderator und Musiker
- Ronny Meyer (politischer Beamter) (* 1976), deutscher politischer Beamter (Bündnis 90/Die Grünen)
- Ronny Minkwitz (* 1993), deutscher Fußballspieler
- Ronny Nikol (* 1974), deutscher Fußballspieler
- Ronny Ostwald (* 1974), deutscher Leichtathlet
- Ronny Pecik (* 1962), österreichischer Investor
- Ronny Pietrasik (* 1987), deutscher Rennrodler
- Ronny Reddo (* 1971), deutscher Eishockeyspieler
- Ronny Rieken (* 1968), deutscher Kindermörder
- Ronny Rockel (* 1972), deutscher Bodybuilder
- Ronny Rockstroh (* 1973), deutscher DJ und Musikproduzent
- Ronny Rosenthal (* 1963), israelischer Fußballspieler
- Ronny Schindler (* 1977), deutscher DJ, Musikjournalist und Produzent
- Ronny Scholz (* 1978), deutscher Radrennfahrer
- Ronny Scholze (* 1980), deutscher Fußballspieler
- Ronny Teuber (* 1965), deutscher Fußballtorhüter
- Ronny Thielemann (* 1973), deutscher Fußballspieler
- Ronny Trettmann (* 1973), deutscher Sänger
- Ronny Trocker (* 1978), italienischer Filmregisseur und Drehbuchautor
- Ronny Turiaf (* 1983), französischer Basketballspieler
- Ronny Weller (* 1969), deutscher Gewichtheber
- Ronny Winkler (* 1971), deutscher Eiskunstläufer
- Ronny Yu (* 1950), chinesischer Regisseur, Produzent und Drehbuchautor
- Ronny Ziesmer (* 1979), deutscher Turner

### Künstlername/Spitzname, männlich
- Ronny (Wolfgang Roloff; 1930–2011), deutscher Schlagersänger
- Ronny Meyer (Ronald Meyer; * 1963), deutscher Bauingenieur
- Ronny (Ronny Carlos da Silva; * 1983), brasilianischer Fußballspieler
- Ronny (Ronny Heberson Furtado de Araújo; * 1986), brasilianischer Fußballspieler

### Künstlername, weiblich
- Ronny Kohlbach (1906–1996), österreichische Leichtathletin, siehe Veronika Kohlbach